# Jan Moksnes
Jan Moksnes (* 1936) ist ein norwegischer Bauingenieur.
Moksnes studierte Bauingenieurwesen an der University of Newcastle mit dem Abschluss 1960 und begann seine Arbeit in der Bauindustrie bei Noteby, wobei er besonders im Betonbau tätig war. Seinen ersten Kontakt mit maritimen Anlagen hatte er beim Bau der Kaianlagen in Jåttåvågen.
Er war rund 20 Jahre bei Norwegian Contractors (jetzt zu Kvaerner gehörig) und wurde dort CEO. Er war wesentlich beteiligt an der Entwicklung von Stahlbetonkonstruktionen für Offshore-Plattformen in der Nordsee (GBS, Gravity Base Structures). Zwischen 1971 und 1995 bauten Norwegian Contractors rund 20 Offshore Plattformen, unter anderem Troll A (1995) und Heidrun. Zuerst waren das Brent B und Beryl A für den britischen Teil der Nordsee (1975). Dazu entwickelte Norwegian Contractors das Condeep Konzept. Die Ölplattformen, ausgelegt für Wassertiefen bis rund 300 m, wurden aus Stahlbeton in Trockendocks (in Hinna) vorgefertigt und in den tiefen norwegischen Fjorden zusammengesetzt. Außerdem war die Entwicklung von Hochleistungsbeton nötig und insgesamt erreichte Norwegen in dieser Zeit durch die Offshore-Bauten eine führende Position in der Betontechnologie.
Ende der 1990er Jahre war er zwei Jahre Präsident von Aker Maritime in Houston. 1998 gründete er in Stavanger sein eigenes Ingenieurbüro.
1998 erhielt er die Freyssinet-Medaille und 2005 den Albert-Caquot-Preis. Von 1987 bis 1989 stand er der Norwegian Concrete Association vor und 1995 wurde er deren Ehrenmitglied. 2015 erhielt er die Kongens Fortjenes-Medaille und 2010 den ersten Ehrenpreis der Entreprenørforeningen Bygg og Anlegg (EBA).
Er lehrte auch vier Jahre an der University of Newcastle.

## Schriften
- Concrete platforms in the North Sea – a golden era for development of advanced concrete structures, in: James Campbell u. a.: Proceedings of the First Conference of the Construction History Society, Queen’s College Cambridge 2014,  S. 281